# Pogradec distrikt
Pogradecis distrikt (albanska: Rrethi i Pogradecit) var ett av Albaniens 36 distrikt. Det hade ett invånarantal på 71 000 och en area av 725 km². Det var beläget i östra Albanien, och dess centralort var Pogradeci. Andra städer i distriktet var Lini.